# Anaxagorea gigantophylla
Anaxagorea gigantophylla är en kirimojaväxtart som beskrevs av Robert Elias Fries. Anaxagorea gigantophylla ingår i släktet Anaxagorea och familjen kirimojaväxter. Inga underarter finns listade i Catalogue of Life.